# شالامون
شالامون (به مجاری: Salamon)(زادهٔ ۱۰۵۳- مرگ ۱۰۸۷) پادشاه مجارستان بود.

## زندگی
هنگامی که او کودکی بیش نبود پدرش آندراش یکم کوشید او را به جانشینی خویش برساند، ولی با شورش برادرش بلای یکم روبه‌رو شد. بلای آندراش را از تخت سرنگون کرد و خود به شاهی رسید؛ ولی شالومون چند سال پس از آن توانست با یاری هاینریش چهارم تاج و تخت پدر را به دست آورد؛ ولی به زودی با شورش عموزادگانش رودرو شد و به زودی تنها توانست بر بخش باختری مجارستان فرمان‌راند. سرانجام در ۱٠٨١ ، آنگاه که از یاری دیگران و به ویژه پاپ گرگوری هفتم نومید شد و دانست که از پس یکی از مدعیان نیرومند شاهی به نام لاسلوی یکم برنمی‌آید از پادشاهی کناره‌گرفت و پادشاهی لاسلو را به رسمیت شناخت و در برابر آن فرمانروایی بر سرزمین‌های بسیاری را در دست گرفت.
ولی او از اندیشهٔ پادشاهی بیرون نیامد و به توطئه‌چینی بر ضد لاسلو پرداخت، ولی نقشه‌هایش افشا شد و خود نیز به زندان افتاد؛ ولی به زودی به دلیل نژاد شاهانه‌اش آزاد شد. او پس از آزادی به پچنگ‌ها پیوست و با دختر رئیس این قبیله پیمان زناشویی بست و با یاری آنان کوشید تا دوباره بر تجت و تخت مجارستان دست یابد ولی شکست خورد. او سرانجام در جریان حملهٔ پچنگ‌ها به بیزانس کشته‌شد.